# 이서향
이서향(李曙鄕, 일본식 이름: 木元是之, 본명: 이영수, 본명 한자: 李榮秀, 1915년 ~ ?)은 일제강점기, 조선민주주의인민공화국의 극작가이다.

## 생애
일본 니혼 대학에 유학하면서 안영일, 이화삼 등과 함께 극단을 구성하여 연극 운동을 시작했다. 귀국 후에는 극예술연구회에 참가해 활동했다.
문단에는 1933년 《동아일보》 신춘문예에 〈제방을 넘은 곳〉을 당선시켜 정식 등단했다. 대표작이자 출세작으로 1936년 발표한 희곡 〈어머니〉가 있고, 소설 작품 〈밤차〉(1936)와 〈초연기〉(1937)도 남겼다. 작품 경향은 식민지 현실의 모순 인식에 중점을 두는 편으로 계급문학적 성격을 띠고 있으나, 완전한 계급문학이나 근대적 인식에는 도달하지 못한 한계가 보인다.
일제강점기 말기에 친일 연극인 단체인 협동예술좌에 가담해 친일 활동을 했다. 1942년 조선총독부가 후원해 열린 제1회 연극경연대회에 박영호의 〈산돼지〉를 연출해 출품하였으며, 1945년 열린 제3회 연극경연대회에서는 박영호의 〈별의 합창〉,  임선규의 〈상아탑에서〉를 연출했다. 2008년 민족문제연구소가 선정한 친일인명사전 수록예정자 명단 연극/영화 부문에 포함되었다.
광복 후 조선문학가동맹에 가입하고 희곡부 위원장을 지냈으며 조선연극건설본부, 조선연극동맹을 창립해 좌익 계열에서 활동하던 중, 1948년 평양에서 열린 남북연석회의에 참가했다가 38선 이북에 그대로 머물러 월북 작가가 되었다. 1945년 광복 시점부터 월북 전까지는 희곡은 발표하지 않고 연출가로 활동했다. 이 시기에 연출한 연극 작품으로는 박노아의 〈3·1운동과 만주영감〉(1946), 〈녹두장군〉(1946)과 함세덕의 〈태백산맥〉(1947)이 있으며, 번역극인 콘스탄틴 시모노프의 〈남부전선〉(1945), 조우의 〈뇌우(雷雨)〉(1946)도 무대에 올렸다.
월북 후 북한에서 국립예술극장 총장까지 지냈으나, 1959년 신고송과 함께 복고주의 종파분자로 몰려 숙청당했다는 설이 있다.

## 가족 관계
작곡가 이호섭이 동생이며, 부인은 백인제의 맏딸 백난영이다. 대한민국에 남은 가족들은 이흥렬이 작사, 작곡한 곡으로 널리 알려진 가곡 〈바우고개〉가 본래 이서향이 작사했으나, 월북 작가였기 때문에 이 사실을 밝힐 수 없었다고 주장한 바 있다.

## 참고자료
- 권영민 (2004년 2월 25일). 《한국현대문학대사전》. 서울: 서울대학교출판부. 713~714쪽쪽. ISBN 8952104617.
- 이재명, 〈조선연극문화협회의 활동을 통해서 본 친일 연극〉 (친일반민족행위진상규명위원회 2005년 하반기 워크숍)